# 夢かける高原 清里の父 ポール・ラッシュ
『夢かける高原 清里の父 ポール・ラッシュ』（ゆめかけるこうげん きよさとのちち ポール・ラッシュ）は、2002年10月19日に公開されたアニメーション映画。企業メセナ協議会認定・日米交流150年委員会認定映画。清里高原の開拓に貢献したアメリカ人ポール・ラッシュの生涯と日本人との交流を描いた作品。

## ストーリー
1925年（大正14年）。関東大震災によって倒壊したキリスト教青年会の復旧のため来日したポール・ラッシュは、主教たちの要請で立教大学の教授として教壇に立つことになった。学生たちと接する内に、ポールは日本への愛着を深めていったが、太平洋戦争の勃発により、日本を離れざるを得なくなってしまう。
1945年（昭和20年）。ポールはGHQの将校として再び日本を訪れたが、そこで彼は、かつての生徒たちが戦死したことを知り悲しみにくれた。ポールは山梨県の清里を尋ね、かつて親交のあった茂・高志と再会した。ポールは二人から清里の窮状を聞き、清里のために残りの人生を掛けることを誓い、アメリカでの募金活動・公共施設の建設・日本初の高地酪農を行った。ポールの活動により、清里は日本の酪農をリードするようになり、清里の人々はポールに深い感謝と敬愛の念を抱くようになった。ポールは、そんな清里の人々を心から愛し、1979年（昭和54年）に生涯を終えた。

## 登場人物
ポール・ラッシュ
アメリカ人。酒とタバコを好む。有能で心優しい性格のため、人々から信頼されている。
元々は仕事の都合で日本を訪れただけだったが、そこで日本人と触れ合い日本に愛着を持つようになる。
滝口 孝一（たきぐち こういち）
茂の息子。本作の語り手。ポールを「ポールおじさん」と呼び慕う。
ポールの死後はキープ協会の一員として、フィリピンのインフラ整備に従事する。
植松 喜久江（うえまつ きくえ）
東京の医師。ポールに請われて清里に診療所を開く。ポールの理解者で、彼の活動を手助けする。
滝口 茂（たきぐち しげる）
清里で暮らす少年。ポールと共に酪農に取り組み、キープ協会の一員としてポールを支える。
木村 高志（きむら たかし）
茂の友人。父が戦死して以来、アメリカ人であるポールを嫌うようになったが、心から清里のために尽くしてくれるポールを見てわだかまりを捨て、キープ協会の一員としてポールを支える。
真理子（まりこ）
高志の従兄妹。反米感情の残る中、ポールと出会い親しくなるが、肺炎に罹り病死する。
トイスラー
聖路加病院院長。日本に国際病院を設立するため、ポールと共にアメリカで募金活動を行う。
困難に怯まずに立ち向かう姿勢は、ポールに大きな影響を与えた。

## 声の出演
- ポール・ラッシュ - 玄田哲章
- 滝口孝一（少年時代） - 折笠愛
- 植松喜久江 - 水谷優子
- 滝口茂（青年時代） - 鳥海勝美
- 滝口茂（少年時代） - 津村まこと
- 木村高志（青年時代） - 岡田貴之
- 木村高志（少年時代） - 本田貴子
- 真理子 - 西原久美子
- トイスラー博士 - 佐々木敏
- マッカーサー - 江角英明
- 滝口孝一（青年時代） - 武内健
- マキム主教 - 石波義人
- ビンステッド司祭 - 長嶝高士
- ライフスナイダー主教 - 塚田正昭
- ハリー牛山 - 遠藤純一
- 真理子の母 - 磯西真喜
- 船長 - 隈本吉成
- 学生A - 小原雅一
- 茂の母 - 永田亮子
- YMCA職員A - 奥田啓人
- 修女A - 笹島かほる
- 少女A - 小暮英麻
- 少女B - たかはし智秋

## スタッフ
- 監督・プロデューサー - 出﨑哲
- 監修 - 正木実
- 脚本 - 小出一巳、末永光代
- キャラクターデザイン - 四分一節子
- 絵コンテ - 前島健一、長山洋、櫻井美知代
- アニメーション演出 - 棚橋一徳
- レイアウト監修 - 清水恵蔵
- 作画監督 - 小丸敏之、渡辺章、文徳成
- 撮影監督 - 岡崎英夫
- 音響監督 - 清水勝則
- 美術監督 - 小林七郎
- 色彩設定 - 西川裕子
- 色指定・検査 - 田中美穂、鈴木尚美
- 編集 - 宮城重夫
- 特殊効果 - 遠藤剛彦
- 背景 - 小林プロダクション
- 撮影 - アムガ、IMG
- 音響効果 - 加藤昭二
- 音響制作 - ザック・プロモーション
- 音楽 - 中島優貴
- 音楽制作 - RELAX MUSIC INC.
- 音楽制作協力 - K-A-Z(guitar)、Ohta Keisuke(violin)
- 製作委員会顧問 - 正木実、倉石昇、甲藤善彦
- 製作委員会事務 - 藍さとみ、中村英子
- 資料設定 - 市川卓
- 設定制作 - 植野留美
- アニメーション制作 - マジックバス
- 制作協力 - タマ・プロダクション
- 協力 - 山梨日日新聞社、NHK
- 後援 - 日本聖徒アンデレ同胞会、ポール・ラッシュの会、高根町、長坂町、大泉村、小淵沢町、清里観光振興会、学校法人立教学院、日本アメリカンフットボール協会、山梨県アメリカンフットボール協会、東京YMCA、横浜YMCA、日米協会、聖路加国際病院、山梨メセナ協会、メイ・ウシヤマ学園ハリウッド美容専門学校、キープ在米後援会、清里聖ヨハネ保育園保護者会
- 特別協賛 - ナザレ修女会、メイ・ウシヤマ学園ハリウッド美容専門学校、高根町、長坂町、大泉村、小淵沢町、ポール・ラッシュの会、日本聖公会横浜教区有志、松戸聖パウロ教会有志、NFL JAPAN、吉野準一、清里観光振興会、日本聖徒アンデレ同胞会
- 資料提供 - キープ協会 ポール・ラッシュ記念センター、キープ協会 やまねミュージアム、清里聖アンデレ教会
- 製作 - 「清里の父ポール・ラッシュ」映画製作委員会（キープ協会、マジックバス）

## 主題歌・挿入歌
エンディングテーマ「AMAZING GRACE」
singer  MARIE / words by JOHN NEWTON / music based on an Early American Melody / performed & arranged Yuhki Nakajima
挿入歌「聖歌 第303番」
singer  松戸聖パウロ教会のみなさん / organ  武田喜久子 / words by JOHN NEWTON / music by Franz J.Haydn 1797
挿入歌「キリエ」
singer 松戸聖パウロ教会のみなさん / organ & music by 武田喜久子